# Nagyfüged
Nagyfüged là một thị trấn thuộc hạt Heves, Hungary. Thị trấn này có diện tích 27,51 km², dân số năm 2010 là 1935 người, mật độ 70 người/km².